# Quiscale chanteur
Dives dives
Espèce
Répartition géographique
Statut de conservation UICN

 LC  : Préoccupation mineure

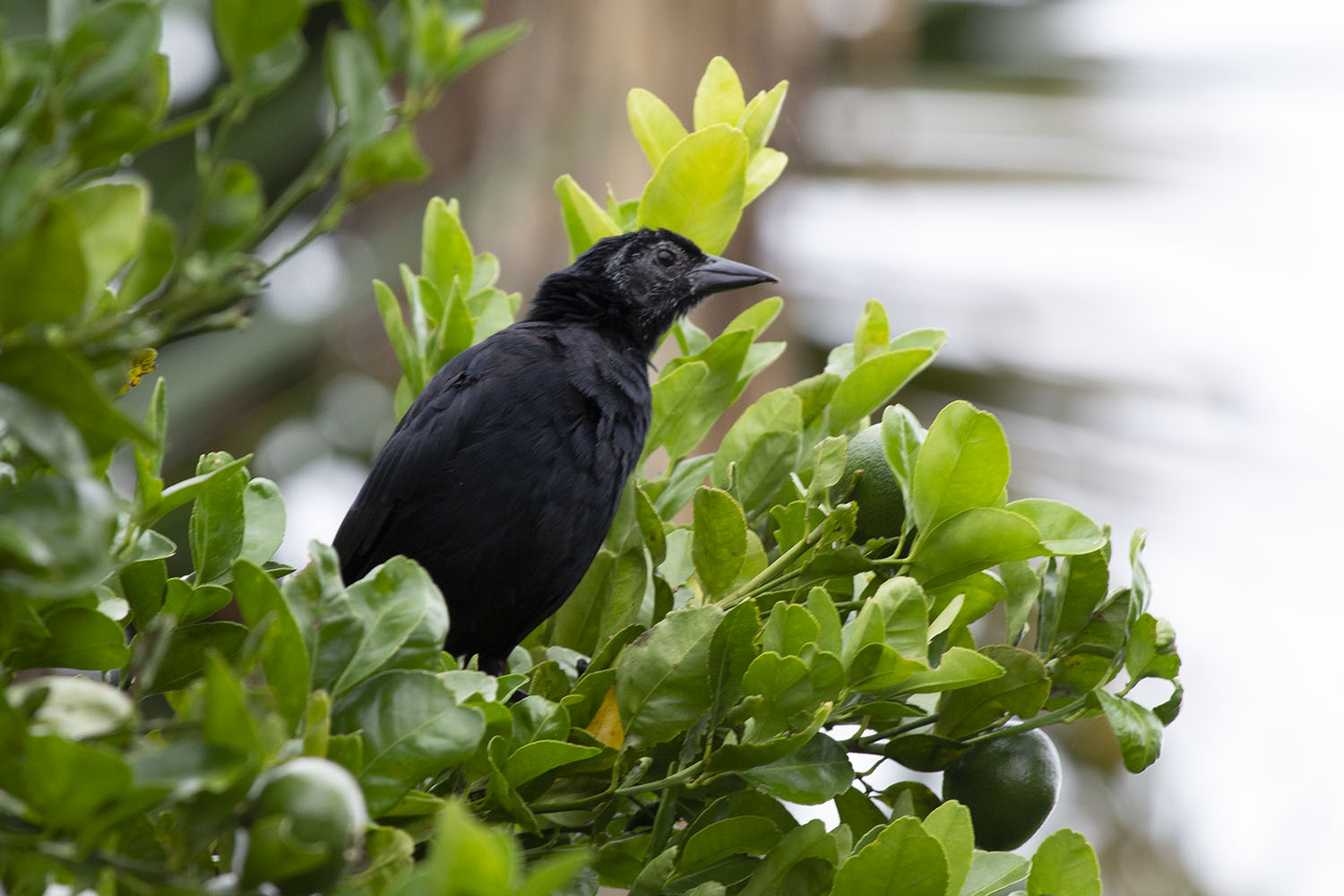
Quiscale Chanteur. Costa Rica

Le Quiscale chanteur (Dives dives) est une espèce d'oiseaux de la famille des ictéridés et qu’on retrouve en Amérique centrale et au Mexique.

## Distribution
Le Quiscale chanteur se retrouve dans le nord du Costa Rica, l’ouest du Nicaragua, El Salvador, la moitié ouest du Honduras, l’est du Guatemala, le Belize, la Péninsule du Yucatán, et dans le sud du Mexique le long de la côte Atlantique.
La disparition des forêts favorise l’expansion de la distribution, notamment vers le sud.

## Habitat
Le Quiscale chanteur habite les jeunes forêts secondaires, les lisières forestières, et les pinèdes, mais il évite la forêt dense.  Il s’adapte bien à la présence humaine et on le retrouve dans les zones urbaines.

## Nidification
Le nid est une coupe grossière composée de fibres végétales.  Le fond est renforcé à l’aide de boue et de bouse de vache.  Le mâle et la femelle participent à la construction.  Le nid est placé dans un buisson ou un arbre très feuillu entre 3 et 7 mètres du sol.  Les œufs, au nombre de 3 à 4 sont incubés par la femelle seule, mais le mâle la nourrit pendant l’incubation.  Les deux sexes nourrissent les oisillons.

## Comportement
Le Quiscale chanteur est monogame et le couple se maintient même en dehors de la saison de nidification.  Pendant la nidification, le mâle et la femelle défendent farouchement le territoire, non seulement contre les membres de la même espèce, mais aussi contre l’Oriole noir et or.  Le Geai enfumé qui pille les nids est chassé sans ménagement.
Le Quiscale chanteur chante en duo.  C’est la femelle qui commence le chant habituellement.